# SN 1935C
SN 1935C – supernowa odkryta 19 września 1935 roku w galaktyce NGC 1511. W momencie odkrycia miała maksymalną jasność 12,50m.
Początkowo nie było pewności co do charakteru obiektu i, choć już jego odkrywczyni rozważała możliwość, że jest to supernowa, był on często klasyfikowany jako gwiazda nowa należąca do Obłoków Magellana. Dopiero w 1988 roku potwierdzono, że jest to supernowa w galaktyce NGC 1511 i obiekt ten otrzymał wówczas oznaczenie SN 1935C.